# Maria Trusa
María Trusa (nacido como María Magdalena Jakelin Alba Peña, el 1 de septiembre de 1964) de origen dominicano es una empresaria y activista latina. Es conocida por su labor en la lucha para detener el abuso sexual a través del movimiento #YoDigoNoMas. También por ser la fundadora de Formé Medical Center.

## Carrera
María Trusa nació en Santiago, República Dominicana el 1° de septiembre de 1964. Al cumplir 15 años migró a los Estados Unidos, donde logró aprender el idioma y se formó como asistente médica. Con su empeño y dedicación inició una carrera ascendente tras unirse al Scarsdale Medical Group, donde llegó a ser asistente médica, líder del equipo de gestión y directora ejecutiva.
Después de 26 años en el Scarsdale Medical Group, se unió a Gina Cappelli para crear el Centro Médico Formé, una entidad que brinda servicios de salud de calidad, integrales y un trato digno a la comunidad hispana vulnerable, especialmente a aquellos indocumentados o con estatus migratorio indefinido que no están en capacidad de tener un seguro social.
Honrando sus raíces latinas, María Trusa combina múltiples facetas con el fin de mejorar la calidad de vida de la comunidad latina indocumentada que se encuentra en los Estados Unidos. Así mismo, María busca empoderar a la comunidad hispana y comparte herramientas para transformar la energía y enfocarla en el logro del éxito, la realización personal, la libertad financiera y el crecimiento permanente.

## Historia de abuso sexual
María creció en una familia disfuncional. Su madre emigró a los Estados Unidos en busca de nuevas oportunidades y la dejó al cuidado de su padre alcohólico. A la edad de 9 años, su padre la entregó a un amigo suyo quien la obligó a beber una botella de whisky y abusó sexualmente de ella, provocando en ella fuertes lesiones físicas y profundas heridas emocionales que marcaron su vida.

## Activista del Movimiento #YoDigoNoMas contra el abuso sexual
Por muchos años, María Trusa ha trabajado en su proceso de sanación y el primer paso fue romper el silencio. A través de su libro autobiográfico Yo Digo No Más María compartió su historia de abuso y su libro, lanzado en octubre de 2020, se convirtió en un Movimiento que en la actualidad busca impulsar procesos de educación en torno a la prevención del abuso sexual y empoderar a los sobrevivientes de abuso sexual para iniciar su proceso de sanación y reescribir su vida.

## Logros
- Participación en el documental Trauma to Triumph: The Rise of the Entrepreneur - Women,[7] 2021.
- Participación en el documental STEM Meets Sports Oct 2019.
- Creación del Talk Show #YoDigoNoMas[8]
- Escritora para la revista Latin Business Today.
  - Choosing the Right Website for Your Small Business.[9]
  - Healthcare Challenges and Remedies for Small Business Owners.[10]
  - Small Business Owners, Productivity and the Flu Season.[11]

## Premios, reconocimientos y menciones
| Año  | Reconocimientos |
| ---- | --- |
| 2006 | Best Workplace Culture Coach                                                                                          |
| 2009 | Holiday Soiree “Business Woman of the Year Award”                                                                     |
| 2016 | The Westchester Hispanic Chamber of Commerce Business Awards Holiday Soiree “Growing with Heels”                      |
| 2016 | Latino U “Visiones - Making College Dreams a Reality”                                                                 |
| 2017 | El Centro Hispano Community Care Award                                                                                |
| 2017 | 2017 Illustrious Award in Business and Entrepreneurship                                                               |
| 2018 | Westchester Community Care Award                                                                                      |
| 2018 | Good Scout Diversity Award                                                                                            |
| 2019 | Adelante Award from the Westchester Hispanic Law Enforcement Association                                              |
| 2020 | Woman of Distinction AwardUnited Way of Westchester and Putnam. Women’s Leadership Council “Take a Walk in Her Shoes” |
| 2020 | Latin Business Spirit Awards-Latin Business Today                                                                     |
| 2021 | Premio Doctora Honoris Causa - Claustro Doctoral Iberoamericano                                                       |